# National Women’s Soccer League 2015
Die National Women’s Soccer League 2015 war die dritte Saison der US-amerikanischen Frauenfußballliga National Women’s Soccer League. Die reguläre Saison begann am 10. April und endete am 6. September 2015. Daran schloss sich ein Play-off mit den vier besten Teams der Saison an, welche in zwei Halbfinals sowie einem Finale die NWSL-Meisterschaft ausspielten. Titelverteidiger war der FC Kansas City, die reguläre Saison 2014 hatte das Franchise des Seattle Reign FC als Erstplatzierter abschließen können.
Aufgrund der ab dem 6. Juni ausgetragenen Fußball-Weltmeisterschaft 2015 legte die Liga während der Gruppenphase des Turniers eine zwölftägige Pause ein, zudem wurde das Ende der Spielzeit im Vergleich zu den Vorjahren um mehrere Wochen nach hinten verschoben.
Erstplatzierter nach der regulären Saison wurde wie in der Vorsaison der Seattle Reign FC. Zudem konnten sich der FC Kansas City (wie bereits 2013 und 2014) sowie Washington Spirit und erstmals die Chicago Red Stars für die Play-offs qualifizieren. Im Finale trafen die beiden Vorjahresfinalisten Kansas City und Seattle aufeinander, wobei sich der FC Kansas City mit einem 1:0-Sieg seinen zweiten Titel in Folge sichern konnte.

## Teilnehmende Franchises
An der Saison 2015 nahmen die gleichen neun Franchises teil wie im Jahr zuvor.

### Franchises und Spielstätten
Die Boston Breakers zogen zur Saison 2015 vom Harvard Stadium ins Soldiers Field Soccer Stadium, ein reines Fußballstadion, das sich ebenfalls auf dem Gelände der Harvard University befindet und zu diesem Zweck renoviert und ausgebaut wurde. Der FC Kansas City zog vom Verizon Wireless Field at Durwood Stadium ins Swope Soccer Village. Das erste Heimspiel der Saison trug das Franchise im Sporting Park, der Spielstätte des MLS-Franchises Sporting Kansas City aus.
| Franchise              | Ort                             | Stadion                                  | Kapazität |
| ---------------------- | ------------------------------- | ---------------------------------------- | --------- |
| Boston Breakers        | Somerville, Massachusetts       | Soldiers Field Soccer Stadium            | 4.700     |
| Chicago Red Stars      | Lisle, Illinois                 | Sports Complex at Benedictine University | 3.071     |
| Houston Dash           | Houston, Texas                  | BBVA Compass Stadium                     | 7.000     |
| FC Kansas City         | Kansas City, Kansas             | Swope Soccer Village                     | 3.557     |
| Portland Thorns FC     | Portland, Oregon                | Providence Park                          | 21.144    |
| Seattle Reign FC       | Seattle, Washington             | Memorial Stadium                         | 6.000     |
| Sky Blue FC            | Piscataway Township, New Jersey | Yurcak Field                             | 5.000     |
| Washington Spirit      | Washington, D.C.                | Maryland SoccerPlex                      | 5.126     |
| Western New York Flash | Elma, New York                  | Sahlen’s Stadium                         | 13.768    |

| Breakers |

| Red Stars |

| Dash |

| Kansas City |

| Thorns |

| Reign |

| Sky Blue |

| Spirit |

| Flash |

| Breakers |

| Red Stars |

| Dash |

| Kansas City |

| Thorns |

| Reign |

| Sky Blue |

| Spirit |

| Flash |

### Spielerinnen
Vor der Saison erfolgte bei der sogenannten Player Allocation die Zuweisung von Nationalspielerinnen der Vereinigten Staaten, Kanadas und Mexikos an die neun teilnehmenden Franchises:
→ National Women’s Soccer League 2015/Player Allocation
Daran schloss sich eine sogenannte Draft-Runde an, in der die Teams College-Spielerinnen unter Vertrag nehmen konnten:
→ National Women’s Soccer League 2015/College-Draft

## Modus
In der regulären Saison absolvierte jedes Team insgesamt 20 Spiele, davon je zehn Heim- und Auswärtsspiele. Jedes Team trug zunächst gegen jedes andere je ein Heimspiel und ein Auswärtsspiel aus; gegen vier Teams wurde ein zusätzliches Spiel absolviert (je zwei Heim- und zwei Auswärtsspiele).
Die vier am Ende der Saison bestplatzierten Teams qualifizierten sich für die Play-offs. Die Halbfinalspiele, in denen der Erst- auf den Viertplatzierten und der Zweit- auf den Drittplatzierten trafen, fanden am 13. September statt. Die beiden Sieger begegneten sich im Finale, welches am 1. Oktober ausgetragen wurde.

## Statistiken

### Tabelle
| Pl. | Verein                 | Sp. | S  | U | N  | Tore    | Diff. | Punkte |
| --- | ---------------------- | --- | -- | - | -- | ------- | ----- | ------ |
| 1.  | Seattle Reign FC       | 20  | 13 | 4 | 3  | 041:210 | +20   | 43     |
| 2.  | Chicago Red Stars      | 20  | 8  | 9 | 3  | 031:220 | +9    | 33     |
| 3.  | FC Kansas City         | 20  | 9  | 5 | 6  | 032:200 | +12   | 32     |
| 4.  | Washington Spirit      | 20  | 8  | 6 | 6  | 031:280 | +3    | 30     |
| 5.  | Houston Dash           | 20  | 6  | 6 | 8  | 021:260 | −5    | 24     |
| 6.  | Portland Thorns FC     | 20  | 6  | 5 | 9  | 027:290 | −2    | 23     |
| 7.  | Western New York Flash | 20  | 6  | 5 | 9  | 024:340 | −10   | 23     |
| 8.  | Sky Blue FC            | 20  | 5  | 7 | 8  | 022:280 | −6    | 22     |
| 9.  | Boston Breakers        | 20  | 4  | 3 | 13 | 022:430 | −21   | 15     |

### Ergebnisse
Die Spiele sind in Ermangelung echter Spieltage für jede Mannschaft in chronologischer Reihenfolge angegeben, die Ergebnisse zeilenweise jeweils aus Sicht der entsprechenden Mannschaft.
| Mannschaft                   | Spiel | Spiel | Spiel | Spiel | Spiel | Spiel | Spiel | Spiel | Spiel | Spiel | Spiel | Spiel | Spiel | Spiel | Spiel | Spiel | Spiel | Spiel | Spiel | Spiel |
| Mannschaft                   | 1     | 2     | 3     | 4     | 5     | 6     | 7     | 8     | 9     | 10    | 11    | 12    | 13    | 14    | 15    | 16    | 17    | 18    | 19    | 20    |
| ---------------------------- | ----- | ----- | ----- | ----- | ----- | ----- | ----- | ----- | ----- | ----- | ----- | ----- | ----- | ----- | ----- | ----- | ----- | ----- | ----- | ----- |
| Boston Breakers (BOS)        | POR   | HOU   | WNY   | CHI   | POR   | NJ    | KC    | WAS   | SEA   | WNY   | KC    | CHI   | CHI   | NJ    | SEA   | POR   | WAS   | KC    | SEA   | HOU   |
| Boston Breakers (BOS)        | 1:4   | 3:2   | 1:3   | 0:3   | 1:0   | 1:1   | 1:0   | 1:1   | 2:3   | 0:2   | 2:3   | 1:1   | 1:2   | 1:3   | 1:2   | 2:5   | 2:1   | 0:3   | 1:3   | 0:1   |
| Chicago Red Stars (CHI)      | SEA   | POR   | NJ    | BOS   | HOU   | KC    | SEA   | WNY   | NJ    | HOU   | BOS   | BOS   | WAS   | KC    | POR   | NJ    | WAS   | WNY   | WNY   | HOU   |
| Chicago Red Stars (CHI)      | 3:2   | 2:2   | 1:0   | 3:0   | 2:2   | 2:1   | 0:0   | 1:3   | 3:0   | 2:1   | 1:1   | 2:1   | 1:1   | 2:2   | 1:2   | 1:1   | 1:21  | 0:0   | 2:0   | 1:1   |
| Houston Dash (HOU)           | WAS   | NJ    | BOS   | KC    | CHI   | POR   | NJ    | POR   | WNY   | WAS   | CHI   | KC    | WNY   | KC    | WAS   | NJ    | SEA   | SEA   | BOS   | CHI   |
| Houston Dash (HOU)           | 2:0   | 1:1   | 2:3   | 0:2   | 2:2   | 1:0   | 1:1   | 0:0   | 2:0   | 0:1   | 1:2   | 1:1   | 1:0   | 3:2   | 1:3   | 0:2   | 1:2   | 0:3   | 1:0   | 1:1   |
| FC Kansas City (KC)          | NJ    | WAS   | SEA   | HOU   | WNY   | WNY   | CHI   | BOS   | POR   | SEA   | WAS   | BOS   | HOU   | HOU   | CHI   | WNY   | POR   | BOS   | WAS   | NJ    |
| FC Kansas City (KC)          | 0:1   | 1:3   | 1:0   | 2:0   | 1:0   | 0:0   | 1:2   | 0:1   | 1:1   | 1:2   | 3:0   | 3:2   | 1:1   | 2:3   | 2:2   | 4:0   | 3:0   | 3:0   | 0:0   | 3:2   |
| Portland Thorns FC (POR)     | BOS   | WNY   | CHI   | WAS   | BOS   | HOU   | WAS   | HOU   | KC    | NJ    | NJ    | SEA   | SEA   | WNY   | BOS   | CHI   | KC    | NJ    | WAS   | WNY   |
| Portland Thorns FC (POR)     | 4:1   | 1:0   | 2:2   | 2:2   | 0:1   | 0:1   | 1:2   | 0:0   | 1:1   | 2:1   | 0:1   | 0:1   | 0:3   | 2:0   | 5:2   | 2:1   | 0:3   | 0:1   | 3:3   | 2:3   |
| Seattle Reign FC (SEA)       | WNY   | CHI   | KC    | WAS   | NJ    | CHI   | NJ    | BOS   | KC    | WNY   | WNY   | WAS   | POR   | POR   | BOS   | HOU   | HOU   | BOS   | NJ    | WAS   |
| Seattle Reign FC (SEA)       | 5:1   | 2:3   | 0:1   | 3:1   | 1:1   | 0:0   | 3:0   | 3:2   | 2:1   | 1:1   | 4:2   | 0:3   | 1:0   | 3:0   | 2:1   | 2:1   | 3:0   | 3:1   | 1:1   | 2:1   |
| Sky Blue FC (NJ)             | KC    | HOU   | WAS   | CHI   | SEA   | WAS   | BOS   | HOU   | SEA   | CHI   | POR   | POR   | WNY   | BOS   | WNY   | HOU   | CHI   | POR   | SEA   | KC    |
| Sky Blue FC (NJ)             | 1:0   | 1:1   | 1:3   | 0:1   | 1:1   | 0:1   | 1:1   | 1:1   | 0:3   | 0:3   | 1:2   | 1:0   | 3:3   | 3:1   | 1:2   | 2:0   | 1:1   | 1:0   | 1:1   | 2:3   |
| Washington Spirit (WAS)      | HOU   | KC    | NJ    | SEA   | POR   | NJ    | WNY   | POR   | BOS   | HOU   | KC    | SEA   | CHI   | HOU   | BOS   | WNY   | CHI   | KC    | POR   | SEA   |
| Washington Spirit (WAS)      | 0:2   | 3:1   | 3:1   | 1:3   | 2:2   | 1:0   | 2:3   | 2:1   | 1:1   | 1:0   | 0:3   | 3:0   | 1:1   | 3:1   | 1:2   | 1:1   | 2:11  | 0:0   | 3:3   | 1:2   |
| Western New York Flash (WNY) | SEA   | POR   | BOS   | KC    | KC    | WAS   | CHI   | HOU   | BOS   | SEA   | SEA   | NJ    | HOU   | POR   | NJ    | KC    | WAS   | CHI   | CHI   | POR   |
| Western New York Flash (WNY) | 1:5   | 0:1   | 3:1   | 0:1   | 0:0   | 3:2   | 3:1   | 0:2   | 2:0   | 1:1   | 2:4   | 3:3   | 0:1   | 0:2   | 2:1   | 0:4   | 1:1   | 0:0   | 0:2   | 3:2   |

1Das Spiel wurde am 20. Juni 2015 aufgrund eines Unwetters zunächst für mehr als 3 Stunden unterbrochen und schließlich abgebrochen. Es wurde für den 16. August neu angesetzt.
| Legende   | Legende       | Legende | Legende       | Legende    |
| --------- | ------------- | ------- | ------------- | ---------- |
| Heimspiel | Auswärtsspiel | Sieg    | Unentschieden | Niederlage |

### Torschützinnenliste
| Platz | Spielerin        | Verein             | Anzahl |
| ----- | ---------------- | ------------------ | ------ |
| 1     | Crystal Dunn     | Washington Spirit  | 15     |
| 2     | Kim Little       | Seattle Reign FC   | 10     |
|       | Allie Long       | Portland Thorns FC | 10     |
|       | Christen Press   | Chicago Red Stars  | 10     |
| 5     | Beverly Yanez    | Seattle Reign FC   | 9      |
| 6     | Jessica Fishlock | Seattle Reign FC   | 8      |
| 7     | Jessica McDonald | Houston Dash       | 7      |
| 8     | Sofia Huerta     | Chicago Red Stars  | 6      |
|       | Sam Kerr         | Sky Blue FC        | 6      |
|       | Kristie Mewis    | Boston Breakers    | 6      |
|       | Nadia Nadim      | Sky Blue FC        | 6      |
|       | Amy Rodriguez    | FC Kansas City     | 6      |

### Zuschauertabelle
|    | Verein                 | Zuschauer | pro Spiel | Auslastung |
| -- | ---------------------- | --------- | --------- | ---------- |
| 1. | Portland Thorns FC     | 156.386   | 15.639    | 074 %      |
| 2. | Houston Dash 1         | 64.126    | 6.413     | 069,6 %    |
| 3. | Chicago Red Stars 2    | 42.102    | 4.210     | 076,5 %    |
| 4. | Washington Spirit      | 40.865    | 4.087     | 079,7 %    |
| 5. | Seattle Reign FC       | 40.595    | 4.060     | 067,7 %    |
| 6. | FC Kansas City 3       | 30.911    | 3.091     | 067,6 %    |
| 7. | Boston Breakers        | 28.628    | 2.863     | 060,9 %    |
| 8. | Western New York Flash | 28.598    | 2.860     | 020,8 %    |
| 9. | Sky Blue FC            | 21.889    | 2.189     | 043,8 %    |

## NWSL Championship Play-offs
Die vier bestplatzierten Mannschaften der regulären Saison qualifizierten sich für die Play-offs.

### Halbfinale
Die Halbfinalspiele fanden am 13. September 2015 statt.
|                   | Ergebnis  |                   |
| ----------------- | --------- | ----------------- |
| Chicago Red Stars | 0:3 (0:3) | FC Kansas City    |
| Seattle Reign FC  | 3:0 (0:0) | Washington Spirit |

### Finale
Das Finale wurde am 1. Oktober 2015 im Providence Park in Portland ausgetragen. Erstmals wurde ein neutraler Ort bestimmt, in dem das Finale stattfand, nachdem in den Jahren zuvor immer das besser platzierte Team der regulären Saison Heimrecht genoss.
Da sich im Halbfinale sowohl der Titelverteidiger FC Kansas City als auch der Seattle Reign FC durchsetzen konnten, kam es zur Neuauflage des Vorjahresfinales, welches erneut Kansas City für sich entscheiden konnte.
| FC Kansas City                      | FC Kansas City | Seattle Reign FC | Seattle Reign FC |
| ----------------------------------- | --- | --- | ---------------- |
| FC Kansas City                      | \| Finale \| \| 1. Oktober 2015 in Portland, Oregon \| \| Ergebnis: 1:0 (0:0) \| \| Zuschauer: 13.264 \| \| Schiedsrichterin: Katja Koroleva \| \| Spielbericht \| | \| Finale \| \| 1. Oktober 2015 in Portland, Oregon \| \| Ergebnis: 1:0 (0:0) \| \| Zuschauer: 13.264 \| \| Schiedsrichterin: Katja Koroleva \| \| Spielbericht \|                                                                       | Seattle Reign FC |
| FC Kansas City                      | Nicole Barnhart – Amy LePeilbet, Leigh Ann Brown, Becky Sauerbrunn , Rebecca Moros – Mandy Laddish (90.+2’ Yael Averbuch), Erika Tymrak (88. Shea Groom), Lauren Holiday, Heather O’Reilly, Jen Buczkowski – Amy Rodriguez (90.+3’ Sarah Hagen) Cheftrainer: Vlatko Andonovski | Hope Solo – Kendall Fletcher, Stephanie Cox (77. Elli Reed), Rachel Corsie, Lauren Barnes – Keelin Winters , Kim Little, Jessica Fishlock – Beverly Yanez, Megan Rapinoe, Merritt Mathias (72. Katrine Veje) Cheftrainerin: Laura Harvey | Seattle Reign FC |
| FC Kansas City                      | 1:0 Amy Rodriguez (78.) | | Seattle Reign FC |
| FC Kansas City                      | Becky Sauerbrunn | | Seattle Reign FC |
| FC Kansas City                      | Spieler des Spiels: Amy Rodriguez | | Seattle Reign FC |
| Finale                              | | |                  |
| 1. Oktober 2015 in Portland, Oregon | | |                  |
| Ergebnis: 1:0 (0:0)                 | | |                  |
| Zuschauer: 13.264                   | | |                  |
| Schiedsrichterin: Katja Koroleva    | | |                  |
| Spielbericht                        | | |                  |

## Ehrungen
Die Nominierungen für die Auszeichnungen am Ende der regulären Saison wurden am 9. September bekanntgegeben. Die Wahl erfolgte durch die Franchisebesitzer und weitere Offizielle, die Trainer, die Spielerinnen, ausgewählte Journalisten und – per Onlineabstimmung – die Fans.
|                            | Preisträgerin                             |
| -------------------------- | ----------------------------------------- |
| Erfolgreichste Torschützin | Crystal Dunn, 15 Tore (Washington Spirit) |

|                             | Preisträgerin                          | weitere Nominierte                  | weitere Nominierte                  | weitere Nominierte                      | weitere Nominierte                      |
| --------------------------- | -------------------------------------- | ----------------------------------- | ----------------------------------- | --------------------------------------- | --------------------------------------- |
| Rookie des Jahres           | Danielle Colaprico (Chicago Red Stars) | Sofia Huerta (Chicago Red Stars)    | Sofia Huerta (Chicago Red Stars)    | Samantha Mewis (Western New York Flash) | Samantha Mewis (Western New York Flash) |
| Torhüterin des Jahres       | Michelle Betos (Portland Thorns FC)    | Nicole Barnhart (FC Kansas City)    | Nicole Barnhart (FC Kansas City)    | Brittany Cameron (Sky Blue FC)          | Brittany Cameron (Sky Blue FC)          |
| Trainer des Jahres          | Laura Harvey (Seattle Reign FC)        | Mark Parsons (Washington Spirit)    | Mark Parsons (Washington Spirit)    | Vlatko Andonovski (FC Kansas City)      | Vlatko Andonovski (FC Kansas City)      |
| Verteidigerin des Jahres    | Becky Sauerbrunn (FC Kansas City)      | Lauren Barnes (Seattle Reign FC)    | Kendall Fletcher (Seattle Reign FC) | Julie Johnston (Chicago Red Stars)      | Amy LePeilbet (FC Kansas City)          |
| Wertvollste Spielerin (MVP) | Crystal Dunn (Washington Spirit)       | Jessica Fishlock (Seattle Reign FC) | Kim Little (Seattle Reign FC)       | Christen Press (Chicago Red Stars)      | Beverly Yanez (Seattle Reign FC)        |

| NWSL Best XI     | NWSL Best XI     | NWSL Best XI       | NWSL Best XI             | NWSL Best XI       | NWSL Best XI      | NWSL Best XI             |
| Position         | Best XI          | Best XI            | Best XI                  | Zweites Team       | Zweites Team      | Zweites Team             |
| ---------------- | ---------------- | ------------------ | ------------------------ | ------------------ | ----------------- | ------------------------ |
| Tor              | Michelle Betos   | Portland Thorns FC | 45 Paraden               | Nicole Barnhart    | FC Kansas City    | 8 Spiele ohne Gegentor   |
| Abwehr           | Lauren Barnes    | Seattle Reign FC   | 1.800 Einsatzminuten     | Stephanie Cox      | Seattle Reign FC  | 1.800 Einsatzminuten     |
| Abwehr           | Julie Johnston   | Chicago Red Stars  | 1,1 Gegentore im Schnitt | Kendall Fletcher   | Seattle Reign FC  | 2 Tore, 2 Vorlagen       |
| Abwehr           | Amy LePeilbet    | FC Kansas City     | 1.800 Einsatzminuten     | Arin Gilliland     | Chicago Red Stars | 1,1 Gegentore im Schnitt |
| Abwehr           | Becky Sauerbrunn | FC Kansas City     | 1,0 Gegentore im Schnitt | Leigh Ann Robinson | FC Kansas City    | 1.800 Einsatzminuten     |
| Mittelfeld       | Jessica Fishlock | Seattle Reign FC   | 8 Tore, 2 Vorlagen       | Danielle Colaprico | Chicago Red Stars | 1.776 Einsatzminuten     |
| Mittelfeld       | Kim Little       | Seattle Reign FC   | 10 Tore, 7 Vorlagen      | Lauren Holiday     | FC Kansas City    | 2 Tore, 2 Vorlagen       |
| Mittelfeld       | Allie Long       | Portland Thorns FC | 10 Tore, 4 Vorlagen      | Carli Lloyd        | Houston Dash      | 4 Tore                   |
| Mittelfeld/Sturm | Crystal Dunn     | Washington Spirit  | 15 Tore, 3 Vorlagen      | Keelin Winters     | Seattle Reign FC  | 1.654 Einsatzminuten     |
| Sturm            | Christen Press   | Chicago Red Stars  | 10 Tore, 2 Vorlagen      | Sofia Huerta       | Chicago Red Stars | 6 Tore, 3 Vorlagen       |
| Sturm            | Beverly Yanez    | Seattle Reign FC   | 9 Tore                   | Megan Rapinoe      | Seattle Reign FC  | 5 Tore, 5 Vorlagen       |